# Rubinamaryllis
Rubinamaryllis (Hippeastrum puniceum) är en art i släktet Amaryllisar utbredd från Mexiko till Chile och i Västindien.
Arten odlas ibland som krukväxt.
Löken är mer eller mindre rund med en kort nacke, till 5 cm vid, brunaktig. Blad avlånga, avsmalnande mot vid basen och med rundade spetsar till 25-50 cm långa. Blomstjälk till 60 cm med 2-4 blommor. Blommor trattlika, röda till orangeröda, sällan vita. Blombladens bas är vit, men bildar vanligen ingen stjärna. Ståndarna är kortare än hyllet. Pistillen har ett klubblikt märke. Blommar under vintern eller våren. Arten har ett stort utbredningsområde och varierar i blomstorlek och färg.
Arten kan förväxlas med äkta makar (H. striatum), som dock har ett treflikigt märke.
Arten har ibland felaktigt ansetts vara den ursprungliga Amaryllis belladonna, se kapamaryllisar.

## Odling
Se amaryllisar.

## Synonymer
För synonymer, se Wikispecies.